# G8+5
Die Gruppe der Acht plus Fünf bestand von 2005 bis 2007 aus den Mitgliedern der ehemaligen Gruppe der Acht (Vereinigte Staaten, Japan, Deutschland, Vereinigtes Königreich, Frankreich, Italien, Kanada und Russland) sowie den fünf wichtigsten Schwellenländern G5 (Volksrepublik China, Brasilien, Indien, Mexiko und Südafrika (Status als Schwellenland umstritten, von der EU und der UNO zu den Industriestaaten gezählt)) – den sogenannten Outreach-Staaten.
Die G8+5 wurde 2005 unter der G8-Präsidentschaft Tony Blairs gegründet. Dieser lud die Staatschefs der fünf Schwellenländer zum G8-Gipfel in Gleneagles ein. Er versprach sich davon eine breitere demokratische Legitimation des Gipfels sowie eine effektivere Zusammenarbeit beim Klimaschutz. 
Am 24. Februar 2006 fand zum ersten Mal der G8+5 Climate Change Dialogue statt. Er wurde von der Organisation GLOBE International veranstaltet und diente als Forum für Diskussionen über den Klimaschutz. Am 16. Februar 2007 wurde auf einer Sitzung des Forums in Washington, D.C. ein (nicht bindendes) Dokument zur aktiven Bekämpfung der Globalen Erwärmung verabschiedet. Darin bestätigte die Gruppe, dass der von Menschen verursachte Klimawandel existiert und dass er bekämpft werden müsse. Außerdem sollte es ein globales System zur Reduzierung von CO2-Emissionen geben. Diese Vereinbarung sollte etwa 2009 in einem Nachfolger des Kyoto-Protokolls festgelegt werden.
Auf dem G8-Gipfel in Heiligendamm 2007 verkündete Angela Merkel den Heiligendamm-Prozess, der eine stärkere und dauerhafte Einbindung der Schwellenländer in die Diskussion zum Klimaschutz vorsah. Dadurch wurden immer wiederkehrende Spekulationen auf eine Erweiterung der G8 auf eine G9 oder G13 vorläufig beendet.